# Giro del Delfinato 1983
Il Giro del Delfinato 1983, trentacinquesima edizione della corsa, si svolse dal 30 maggio al 6 giugno su un percorso di 1262 km ripartiti in 7 tappe (la seconda e la settima suddivise in due semitappe) più un cronoprologo, con partenza a Sallanches e arrivo a Pierrelatte. Fu vinto dallo statunitense Greg LeMond della Renault-Elf davanti al britannico Robert Millar e al francese Robert Alban.

## Tappe
| Tappa  | Data      | Percorso                                     | km   | Vincitore di tappa | Leader cl. generale |
| ------ | --------- | -------------------------------------------- | ---- | ------------------ | ------------------- |
| Prol.  | 30 maggio | Sallanches > Sallanches (cron. individuale)  | 4,5  | Phil Anderson      | Phil Anderson       |
| 1ª     | 31 maggio | Sallanches > Oyonnax                         | 186  | Greg LeMond        | Greg LeMond         |
| 2ª-1ª  | 1º giugno | Oyonnax > Bourg-en-Bresse                    | 54   | Patrick Clerc      | Jacques Michaud     |
| 2ª-2ª  | 1º giugno | Bourg-en-Bresse > Le Creusot                 | 75   | Eric Dall'Armelina | Jacques Michaud     |
| 3ª     | 2 giugno  | Le Creusot > Firminy                         | 228  | Phil Anderson      | Jacques Michaud     |
| 4ª     | 3 giugno  | Firminy > Lione                              | 155  | Christian Jourdan  | Jacques Michaud     |
| 5ª     | 4 giugno  | Voreppe > Briançon                           | 243  | Greg LeMond        | Pascal Simon        |
| 6ª     | 5 giugno  | Gap > Carpentras                             | 190  | Pascal Simon       | Pascal Simon        |
| 7ª-1ª  | 6 giugno  | Carpentras > Montélimar                      | 93   | Gilbert Glaus      | Pascal Simon        |
| 7ª-2ª  | 6 giugno  | Montélimar > Pierrelatte (cron. individuale) | 33   | Greg LeMond        | Greg LeMond         |
| Totale | Totale    | Totale                                       | 1262 |                    |                     |

## Dettagli delle tappe

### Prologo
- 30 maggio: Sallanches > Sallanches (cron. individuale) – 4,5 km

| Pos. | Corridore     | Squadra     | Tempo |
| ---- | ------------- | ----------- | ----- |
| 1    | Phil Anderson | Peugeot     | 6'05" |
| 2    | Eric Salomon  | Renault-Elf | a 1"  |
| 3    | Pascal Simon  | Peugeot     | a 2"  |

| Pos. | Corridore     | Squadra     | Tempo |
| ---- | ------------- | ----------- | ----- |
| 1    | Phil Anderson | Peugeot     | 6'05" |
| 2    | Eric Salomon  | Renault-Elf | a 1"  |
| 3    | Pascal Simon  | Peugeot     | a 2"  |

### 1ª tappa
- 31 maggio: Sallanches > Oyonnax – 186 km

| Pos. | Corridore     | Squadra     | Tempo    |
| ---- | ------------- | ----------- | -------- |
| 1    | Greg LeMond   | Renault-Elf | 5h00'43" |
| 2    | Sean Kelly    | Sem         | a 18"    |
| 3    | Phil Anderson | Peugeot     | s.t.     |

| Pos. | Corridore       | Squadra     | Tempo    |
| ---- | --------------- | ----------- | -------- |
| 1    | Greg LeMond     | Renault-Elf | 5h06'39" |
| 2    | Phil Anderson   | Peugeot     | a 24"    |
| 3    | Jacques Michaud | Coop        | s.t.     |

### 2ª tappa - 1ª semitappa
- 1º giugno: Oyonnax > Bourg-en-Bresse – 54 km

| Pos. | Corridore           | Squadra     | Tempo    |
| ---- | ------------------- | ----------- | -------- |
| 1    | Patrick Clerc       | Sem         | 1h13'39" |
| 2    | Johan van der Velde | TI-Raleigh  | s.t.     |
| 3    | Marc Madiot         | Renault-Elf | s.t.     |

| Pos. | Corridore         | Squadra | Tempo    |
| ---- | ----------------- | ------- | -------- |
| 1    | Jacques Michaud   | Coop    | 6h20'42" |
| 2    | Pascal Simon      | Peugeot | a 6"     |
| 3    | Jean-Marie Grezet | Sem     | a 10"    |

### 2ª tappa - 2ª semitappa
- 1º giugno: Bourg-en-Bresse > Le Creusot – 75 km

| Pos. | Corridore          | Squadra  | Tempo    |
| ---- | ------------------ | -------- | -------- |
| 1    | Eric Dall'Armelina | Sem      | 2h05'40" |
| 2    | Benny Van Brabant  | Splendor | a 1'35"  |
| 3    | Phil Anderson      | Peugeot  | s.t.     |

| Pos. | Corridore         | Squadra | Tempo    |
| ---- | ----------------- | ------- | -------- |
| 1    | Jacques Michaud   | Coop    | 8h27'57" |
| 2    | Pascal Simon      | Peugeot | a 6"     |
| 3    | Jean-Marie Grezet | Sem     | a 10"    |

### 3ª tappa
- 2 giugno: Le Creusot > Firminy – 228 km

| Pos. | Corridore         | Squadra    | Tempo    |
| ---- | ----------------- | ---------- | -------- |
| 1    | Phil Anderson     | Peugeot    | 5h40'20" |
| 2    | Benny Van Brabant | Splendor   | s.t.     |
| 3    | Leo van Vliet     | TI-Raleigh | s.t.     |

| Pos. | Corridore           | Squadra    | Tempo     |
| ---- | ------------------- | ---------- | --------- |
| 1    | Jacques Michaud     | Coop       | 14h08'17" |
| 2    | Pascal Simon        | Peugeot    | a 6"      |
| 3    | Johan van der Velde | TI-Raleigh | a 9"      |

### 4ª tappa
- 3 giugno: Firminy > Lione – 155 km

| Pos. | Corridore           | Squadra    | Tempo    |
| ---- | ------------------- | ---------- | -------- |
| 1    | Christian Jourdan   | La Redoute | 4h38'57" |
| 2    | Jacques Hanegraaf   | TI-Raleigh | a 16"    |
| 3    | Johan van der Velde | TI-Raleigh | a 19"    |

| Pos. | Corridore           | Squadra    | Tempo     |
| ---- | ------------------- | ---------- | --------- |
| 1    | Jacques Michaud     | Coop       | 18h47'34" |
| 2    | Johan van der Velde | TI-Raleigh | a 3"      |
| 3    | Pascal Simon        | Peugeot    | a 6"      |

### 5ª tappa
- 4 giugno: Voreppe > Briançon – 243 km

| Pos. | Corridore    | Squadra     | Tempo    |
| ---- | ------------ | ----------- | -------- |
| 1    | Greg LeMond  | Renault-Elf | 7h03'15" |
| 2    | Pascal Simon | Peugeot     | s.t.     |
| 3    | Robert Alban | La Redoute  | s.t.     |

| Pos. | Corridore    | Squadra     | Tempo     |
| ---- | ------------ | ----------- | --------- |
| 1    | Pascal Simon | Peugeot     | 25h50'55" |
| 2    | Greg LeMond  | Renault-Elf | a 23"     |
| 3    | Eric Salomon | Renault-Elf | a 39"     |

### 6ª tappa
- 5 giugno: Gap > Carpentras – 190 km

| Pos. | Corridore           | Squadra | Tempo    |
| ---- | ------------------- | ------- | -------- |
| 1    | Pascal Simon        | Peugeot | 5h31'21" |
| 2    | Thierry Claveyrolat |         | a 2'59"  |
| 3    | Thierry Claveyrolat |         | s.t.     |

| Pos. | Corridore     | Squadra     | Tempo     |
| ---- | ------------- | ----------- | --------- |
| 1    | Pascal Simon  | Peugeot     | 31h21'53" |
| 2    | Greg LeMond   | Renault-Elf | a 3'24"   |
| 3    | Robert Millar | Peugeot     | a 4'22"   |

### 7ª tappa - 1ª semitappa
- 6 giugno: Carpentras > Montélimar – 93 km

| Pos. | Corridore           | Squadra     | Tempo    |
| ---- | ------------------- | ----------- | -------- |
| 1    | Gilbert Glaus       | Cilo-Aufina | 1h59'43" |
| 2    | Phil Anderson       | Peugeot     | s.t.     |
| 3    | Johan van der Velde | TI-Raleigh  | s.t.     |

| Pos. | Corridore     | Squadra     | Tempo     |
| ---- | ------------- | ----------- | --------- |
| 1    | Pascal Simon  | Peugeot     | 33h21'36" |
| 2    | Greg LeMond   | Renault-Elf | a 3'24"   |
| 3    | Robert Millar | Peugeot     | a 4'22"   |

### 7ª tappa - 2ª semitappa
- 6 giugno: Montélimar > Pierrelatte (cron. individuale) – 33 km

| Pos. | Corridore      | Squadra     | Tempo  |
| ---- | -------------- | ----------- | ------ |
| 1    | Greg LeMond    | Renault-Elf | 47'03" |
| 2    | Bernard Vallet | La Redoute  | a 14"  |
| 3    | Phil Anderson  | Peugeot     | a 16"  |

| Pos. | Corridore     | Squadra     | Tempo     |
| ---- | ------------- | ----------- | --------- |
| 1    | Greg LeMond   | Renault-Elf | 34h12'00" |
| 2    | Robert Millar | Peugeot     | a 2'53"   |
| 3    | Robert Alban  | La Redoute  | a 6'12"   |

## Classifiche finali

### Classifica generale
| Pos. | Corridore           | Squadra                   | Tempo     |
| ---- | ------------------- | ------------------------- | --------- |
| 1    | Greg LeMond         | Renault-Elf               | 34h12'00" |
| 2    | Robert Millar       | Peugeot-Shell-Michelin    | a 2'53"   |
| 3    | Robert Alban        | La Redoute-Motobecane     | a 6'12"   |
| 4    | Pascal Simon        | Peugeot-Shell-Michelin    | a 7'48"   |
| 5    | Eric Salomon        | Renault-Elf               | a 8'23"   |
| 6    | Phil Anderson       | Peugeot-Shell-Michelin    | a 10'14"  |
| 7    | Gerard Veldscholten | TI-Raleigh-Campagnolo     | a 11'59"  |
| 8    | Laurent Biondi      | La Redoute-Motobecane     | a 13'49"  |
| 9    | Gilles Mas          | UC de St-Etienne Pelussin | a 15'54"  |
| 10   | Alain Vigneron      | Renault-Elf               | s.t.      |